# Barthélemy Clément Combes
Barthélemy Clément Combes (ur. 29 września 1839 w Marseillette, zm. 20 lutego 1922 w La Marsa) – francuski duchowny rzymskokatolicki, biskup konstantynowski, arcybiskup kartagiński i algierski, prymas Afryki.

## Biografia
Urodził się we Francji. W wieku czternastu lat wraz z rodzicami przeprowadził się do Algierii Francuskiej. 2 lipca 1864 otrzymał święcenia prezbiteriatu i został kapłanem diecezji algierskiej.
17 lutego 1881 został nominowany przez rząd francuski na biskupa konstantynowskiego, co zatwierdził 13 maja 1881 papież Leon XIII. 9 października 1881 przyjął sakrę biskupią z rąk arcybiskupa algierskiego Charles'a Lavigerie. Współkonsekratorami byli koadiutor arcybiskupa algierskiego abp Prosper Auguste Dusserre oraz biskup orański Pierre-Marie-Etienne-Gustave Ardin.
16 czerwca 1893 Leon XIII przeniósł go na stanowisko arcybiskupa kartagińskiego i prymasa Afryki.
28 listopada 1908 papież Pius X mianował go arcybiskupem algierskim, pozostawiając go jednocześnie na arcybiskupstwie kartagińskim (unia in persona episcopi).
2 stycznia 1917 zrezygnował z arcybiskupstwa algierskiego. Arcybiskupem kartagińskim był natomiast do śmierci 20 lutego 1922.